# Les Forges (Morbihan)
Les Forges (in bretone: Ar Govelioù) è un comune francese di 417 abitanti situato nel dipartimento del Morbihan nella regione della Bretagna.

## Società

### Evoluzione demografica
Abitanti censiti